# Стойчо Каравелов
Стойчо Драгоев Каравелов е минен инженер, първият български инженер-металург. Произхожда от възрожденския род на Каравелови – първи братовчед е на Любен Каравелов и Петко Каравелов.

## Биография
Воден е на 1 август 1865 г. в Копривщица. Негови родители са Драгоя Либенов Каравелов и Параскева Иванова Спасова (племенница на Найден Геров). На 9 години тръгва на училище в Копривщица, а след това учи в Белоградчик и Цариброд. Завършва с отличие Реалната гимназия в Лом през 1885 г. и печели стипендия от Министерството на народната просвета. Заминава да следва в Саксонската минна академия във Фрайберг, Германия. Асистент е на професор Клеменс Винклер (1938 – 1940) – откривател на елемента с атомен номер 32 от Менделеевата таблица германий (Ge), който сега е заложен в цялата полупроводникова техника. Дипломира се като инженер-металург през 1890 г. и се завръща в България. През същата година проф. Винклер подарява на Стойчо Каравелов ампула с едни от първите кристали на елемента германий. През 1898 г. той я предава на Химическия институт на Физико-математическия факултет. В момента същата ампула, в стъклена банка, заедно със собственоръчно написан дарствен надпис от инж. Стойчо Каравелов, се съхранява в експозицията на Националния политехнически музей.
През 1890 г. постъпва като минен инженер в минното отделение на Министерството на финансите. В химическата лаборатория на отделението прави първите изследвания на полезни изкопаеми. От 1908 до 1915 г. е началник на Отделението за мините, кариерите и минералните води към Министерство на търговията, промишлеността и труда. През 1891 г. е участник в изработването на Закон за мините. Съгласно предложения от него закон, всички подземни богатства са собственост на държавата. Законът допринася за утвърждаване на държавния монопол върху експлоатацията на каменовъглените залежи в Пернишкия и Бобовдолския басейн.
През 1894 г. инж. Каравелов става член на Българското инженерно-архитектурно дружество (БИАД). Избран е и в редакционната колегия на списание БИАД. В изданията на дружеството са отпечатани над 80 негови материала за минното дело в света и у нас, изнася и различни статистически данни.
Превежда от немски на български език „Ръководство по определянето на минералите с помощта на духалката“ от Prof. Dr. C. W. C. Fuchs (превод 1892 г.) и „Таблици за определение минералите по външните знакове“ (превод 1899 г.) от проф. д-р А. Вайсбах. Превежда на немски език българския Закон за мините от 14 април 1910 г., като преводът е обнародван в третата книжка на списанието Leitschrift für Bergrecht от 1911 г., издавано от Министерството на търговията и индустрията в Берлин.
Работи като минен инженер в Перник и в Елисейна. Директор е на мина „Плакалница“ и завеждащ дирекция при Фердинанд.
През 1894 г. за четири месеца и половина е изпратен от Министерството на финансите като делегат по контролиране сеченето на златни и сребърни монети при унгарския държавен монетен двор в Кремница. През 1906 г. за пет месеца и половина е командирован като делегат по контролиране сеченето на никелови монети при австрийския и унгарския държавни монетни дворове във Виена и Кремница. През 1907 г. е изпратен да проучи устройството и службата на бюрата по контролирането на златните и сребърните предмети в Австрия, Швейцария, Германия и Франция. През 1909 г. е командирован в Берлин и Виена, за да поръча оригиналните щемпели за новите сребърни монети. Като делегат на българското правителство, през 1910 г. инж. Каравелов участва в Международния конгрес на мините и металургията в Дюселдорф, Германия.
Превежда на български език първите ръководства за определяне на минералите. Създава първата балнеоложка организация за използване на минералните води в България.
Умира в София на 51 години от рак на белите дробове на 8 октомври 1916 г.

## Публикации
- „Нещо по металите и техните смешения“ публикувана в сп. „Искра“, год. I, кн. 12, 1889 г.
- „Желязото“ – публикувана в сп. „Искра“, год. II, кн. 2, 1889 г.
- „По позволителните за дирение мини“ – публикувана в „Списание на българското инженерно архитектурно дружество“, год. III, кн. 8,9 и 10 1898 г.
- „Общ кратък преглед на минното дело в България“ – в списание „Народно стопанство“, год. I, кн. 1, 1904 г.
- „Рецензия на учебника по минералогия от М. Т. Бракалов“ – публикувана в сп. „Мисъл“, год. I, кн. 1, 1892 г.

## Награди и отличия
- Орден „Свети Александър“ V степен на 14.02.1892 г.
- Орден за гражданска заслуга IV степен на 18.05.1898 г.
- Орден „Свети Александър“ IV степен на 18.05.1905 г.
- Орден за гражданска заслуга III степен на 31.12.1914 г.[8]